# Saint John, Amerikanska Jungfruöarna

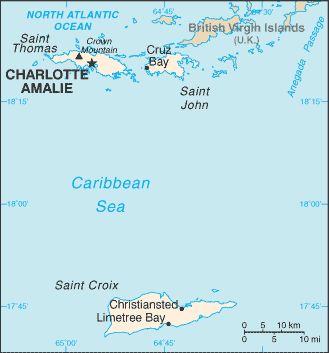
Saint Johns läge i Amerikanska Jungfruöarna.

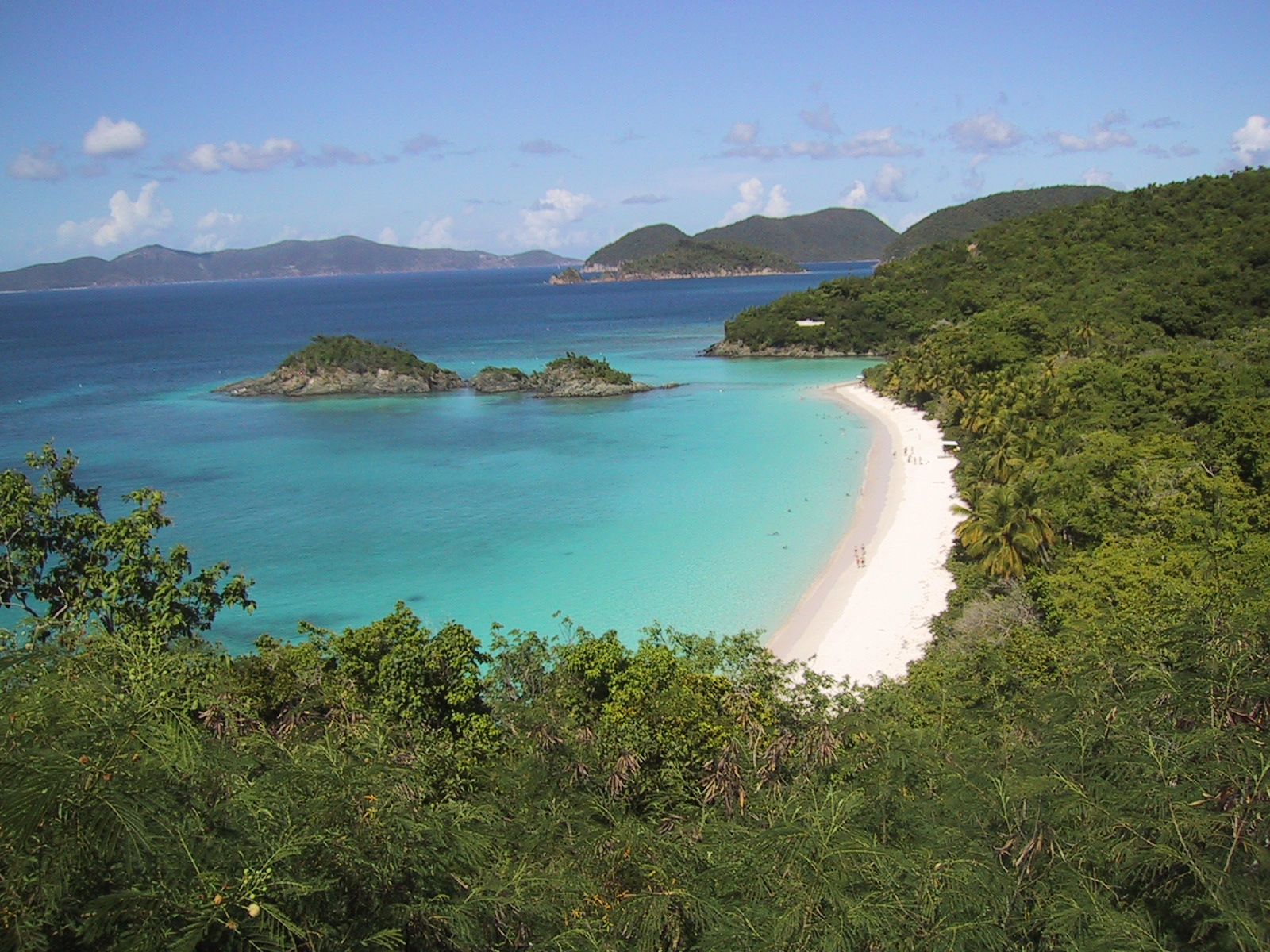
Trunk Bay, Saint John.

Saint John (danska: Sankt Jan) är en ö i ögruppen Amerikanska Jungfruöarna i Västindien som tillhör USA. Huvudort är Cruz Bay.

## Historia
Saint John har troligen bebotts av västindiska indianer som av ciboney-, karib- och arawakfolken sedan cirka 1 500 f.Kr.
Den upptäcktes 1493 av Christofer Columbus under sin andra resa till Nya världen som då döpte då hela området till Las Islas Once Mil Virgenes (11 000 jungfrur) efter helgonet St Ursula. Redan 1684 koloniserades ön av Danmark genom det Danska Västindiska Kompaniet. Detta ledde till konflikt med Storbritannien och först 1718 nåddes en överenskommelse om ön. Ön användes till plantager för sockerrör och bomull som sköttes av slavar.
År 1733 blev St John skådeplats för ett av de första betydande slavupproren i den Nya Världen, då slavarna tog kontroll över ön. Upproret kunde senare slås ned efter åtta månader med hjälp från fransmännen på ön Martinique. Ön införlivades i den nyskapade kolonin Jomfruøerne Danska Västindien 1756.
Under 1700-talet blomstrade ekonomin fram till början av 1800-talet innan slaveriet avskaffades av guvernör Peter von Scholten den 3 juli 1848.
Under Napoleonkrigen ockuperades ön åren 1801 och 1807 till 1815 av Storbritannien.
Hela det Danska Västindien blev sakteligen en ekonomisk belastning för Danmark som försökte sälja området till USA. Ett första försök gjorde på tidiga 1900-talet men affären fullbordades aldrig.
Under första världskriget fruktade USA att området skulle ockuperas av Kejsardömet Tyskland och nya förhandlingar inleddes. Saint Thomas och hela området såldes till USA för 25 miljoner dollar den 12 december 1916, avtalet ratificerades den 17 januari 1917 och den formella överlämningsceremonin hölls den 31 mars 1917.
Ön förvaltades av den USA:s flotta fram till 1931. År 1927 beviljades öns invånare amerikanskt medborgarskap. Från 1931 förvaltades ön av USA:s inrikesdepartement.
Under andra världskriget användes ön som militärbas.
Först 1954 infördes viss autonomi och en lokal senat instiftades och 1970 erhöll området fullständig autonomi. Idag är området ett amerikanskt territorium utan att vara en införlivad del av hemlandet.
År 1956 donerade miljardären Laurance Rockefeller de landområden om cirka 5 000 acres (cirka 20 km²) som hans organisation "Jackson Hole Preserve Corporation" hade köpt till den amerikanska parkförvaltningen, National Park Service, under förutsättning att området ej fick exploateras.
Den 1 december 1956 instiftades Virgin Islands National Park som täcker cirka två tredjedelar av öns yta som USA:s 29:e nationalpark.

## Geografi
Saint John ligger i Karibiska havet cirka 8 kilometer öster om Saint Thomas, cirka 8 kilometer sydväst om Tortola, cirka 130 kilometer öster om Puerto Rico och cirka 1 750 kilometer sydost om Miami.
Ön är av vulkaniskt ursprung och har en areal om cirka 50,8 km². Det gör den till den minsta ön av de tre huvudöarna i Amerikanska Jungfruöarna. Saint John är 14 kilometer på längden och 8 kilometer på bredden. Den högsta punkten är Bordeaux Mountain på cirka 389 m ö.h. Fyra femtedelar av ön täcks av tropisk växtlighet och återplanterad skog.
Ön kan endast nås med båt då den saknar flygplats. Den har dagliga färjeförbindelser med både Saint Thomas och Tortola.

## Ekonomi
Saint Johns ekonomi är centrerad kring boskapsuppfödning, skördandet av lagerblad som senare fraktas till Saint Thomas för att bli lagerbärssprit samt turism.

## Demografi
Befolkningen uppgår till 4 170 invånare där 2 866 bor i huvudorten Cruz Bay på öns västra del. Ön är indelad i 4 subdistricts: Central, Coral Bay, Cruz Bay och East End.
Majoritet av invånarna är av afrikanskt ursprung och majoriteten bor i antingen Cruz Bay eller Coral Bay. Sedan omkring 2000 har en relativt stor inflyttning av i synnerhet vita amerikaner till ön ägt rum.